# Oui Oui Si Si Ja Ja Da Da
Oui Oui Si Si Ja Ja Da Da è il decimo album discografico in studio del gruppo musicale ska/pop britannico Madness, pubblicato nel 2012.

## Tracce
1. My Girl 2 – 2:51 (Mike Barson)
2. Never Knew Your Name – 3:28 (Mike Barson)
3. La Luna (a.k.a. La Luna El Mariachi) – 3:38 (Graham McPherson/Chris Foreman)
4. How Can I Tell You? – 3:18 (Graham McPherson/Cathal Smyth)
5. Kitchen Floor – 3:21 (Daniel Woodgate/Nick Woodgate)
6. Misery – 3:16 (Cathal Smyth)
7. Leon – 3:48 (Daniel Woodgate/Nick Woodgate)
8. Circus Freaks – 3:15 (Lee Thompson/Daniel Woodgate)
9. So Alive – 2:58 (Cathal Smyth)
10. Small World – 3:46 (Daniel Woodgate)
11. Death of a Rude Boy – 3:50 (Cathal Smyth)

Tracce bonus nell'edizione speciale
1. Powder Blue – 3:47 (Mike Barson/Graham McPherson)
2. Black and Blue – 3:01 (Mike Barson)
3. My Girl 2 – 3:01 (Mike Barson)

## Formazione
- Graham McPherson (Suggs) – voce
- Mike Barson - tastiere
- Cathal Smyth (Chas Smash) – cori, tromba
- Chris Foreman – chitarra
- Lee Thompson – sassofono
- Daniel Woodgate (Woody) - batteria
- Mark Bedford (Bedders) - basso